# بی‌آلتی
بی‌آلتی یا آفالیا نوعی ناهنجاری مادرزادی است که در آن نراندامه در جنین (کیر در مردان یا چوچوله در زنان) وجود ندارد آفالیا از واژه یونانی- آ- به معنای «نه» و فالوس به معنی «آلت تناسلی» گرفته شده‌است. این اختلال در انواع بیناجنسی طبقه‌بندی می‌شود.

## سبب‌ها
بی‌آلتی علت مشخصی ندارد. این امر با کمبود میزان هورمون یا عمل آن ارتباط ندارد؛ بلکه به عدم تشکیل دندان تناسلی جنین بین ۳ تا ۶ هفته پس از بارداری مرتبط دانسته می‌شود. پیشاب‌راه کودک مبتلا به این اختلال، به این اخمیان‌دوراه در ناستیان‌دوراه باز است.

## درمان
ناهنجاری‌های مادرزادی مانند کریپتورکیتیسم، آژنزیس/دیسپلازی کلیه، ناهنجاری‌های اسکلتی عضلانی و قلبی ریوی نیز شایع هستند (>۵۰٪ موارد) و از همین روی، ارزیابی بیمار از نظر ناهنجاری‌های داخلی الزامی است. اگرچه بی‌آلتی می‌تواند در هر نوع بدنی رخ دهد، اما این مسئله در مورد کسانی که بیضه دارند مشکل اساسی تری محسوب می‌شود و در گذشته بعضاً توجیهی برای تعیین جنسیت انتسابی و پرورش یک نوزاد پسر از نظر ژنتیکی به عنوان یک دختر در نظر گرفته شده‌است. البته بعدها این نظریه متعلق به دهه ۱۹۵۰ منسوخ شد و جای خود را به نظریه جنسیت به عنوان یک ساختار اجتماعی داد که بر مبنی آن، جنسیت یک کودک می‌تواند بدون توجه به ژنتیک یا فرایندهای شیمیایی مغزش، با توجه به محیط اجتماعی هر چه باشد. افراد بیناجنسی معمولاً به سختی از تغییر اجباری دستگاه تناسلی دفاع می‌کنند و نوزادان را ترغیب می‌کنند تا با انتخاب هویت جنسیتی خود بزرگ شوند. نظریه تعیین جنسیت انتسابی تا حد زیادی کنار گذاشته شده‌است و موارد تلاش برای پرورش کودکان به این روش هیچ موفقیتی در برنداشته است.
امروزه اجماع بر این است که در تعیین جنسیت، جنس مذکر گزینش شود.
پیشرفت‌های اخیر در روش‌های جراحی نراندامه یا فالوپلاستی گزینه‌های بیش‌تری را به افراد مایل به جراحی ارائه می‌دهند.

## وقوع
بی‌آلتی یک اختلال نادر است. تا سال ۱۹۸۹، تنها ۶۰ مورد گزارش شده بود و از سال ۲۰۰۵ تا کنون، تنها ۷۵ مورد گزارش شده‌است. با این حال، با توجه به ننگ اجتماعی حاصل از بیناجنسیتی و مسائل مربوط به نگهداری نادقیق آمار و سوابق در میان پزشکان، احتمالاً موارد بیشتری از این اختلال وجود دارد که گزارش نشده‌است.